# Захаровка (село, Волгоградская область)
Захаровка — село в Ольховском районе Волгоградской области, в составе Солодчинского сельского поселения. Имеется почтовое отделение.
Население — 258 чел. (2010)

## История
Согласно Историко-географическому словарю Саратовской губернии, составленному в 1898—1902 годах, Захаровка, также Меловая — деревня Александровской волости Царицынского уезда Саратовской губернии. Заселена в 1770-х годах крепостными князя Трубецкого. При освобождении крестьяне получили надел в 371 десятину земли. В 1876 году открыта земская станция, в 1889 году - земская школа (открыта в 1882 году). В 1894 году по сведения волостного правления в деревни имелись школа, 4 мельницы (2 ветряных, 1 водяная и 1 конная), й маслобойня, 1 винная лавка.
С 1928 года — в составе Фроловского района Сталинградского округа (округ ликвидирован в 1930 году) Нижневолжского края (с 1934 года — Сталинградского края). С 1935 года — в составе Солодчинского района Сталинградского края (с 1936 года — Сталинградской области, с 1961 года — Волгоградской области). В 1963 году Солодчинский район был упразднён, село включено в состав Фроловского района. В 1965 году передано Иловлинскому району. В составе Ольховского района — с 1966 года.

## Общая физико-географическая характеристика
Село находится в степной местности, у подножия восточных склонов Доно-Медведицкой гряды Приволжской возвышенности, на правом берегу реки Иловля, при устье балки Берёзовая, на высоте около 65 метров над уровнем моря. На противоположном берегу Иловли - островки пойменного леса. Почвы тёмно-каштановые, в пойме Иловли — пойменные засоленные.
У села проходит автодорога Ольховка - Иловля. По автомобильным дорогам расстояние до областного центра города Волгоград — 140 км, до районного центра села Ольховка — 25 км, до административного центра сельского поселения села Солодча — 11 км.
Часовой пояс
Захаровка, как и вся Волгоградская область, находится в часовой зоне МСК (московское время). Смещение применяемого времени относительно UTC составляет +3:00.

## Население
Динамика численности населения
| 1862 | 1883 | 1894 | 1897 | 1911 | 1987 | 2002 |
| ---- | ---- | ---- | ---- | ---- | ---- | ---- |
| 447  | 623  | 872  | 785  | 944  | ≈240 | 317  |

| 2010 |
| ---- |
| 258  |